# Эдадиль Кадын-эфенди
Эдади́ль Кады́н-эфе́нди (тур. Edadil Kadın Efendi; ум. 12 декабря 1875, Стамбул) — третья жена (кадын-эфенди) османского султана Абдул-Азиза, мать двоих его детей.

## Биография
Турецкий историк Недждет Сакаоглу в своей книге Bu mülkün kadın sultanları пишет, что данных о происхождении Эдадиль нет. Большая часть сведений о жизни Эдадиль содержится в книге «Жёны султанов: 1839—1924» Харуна Ачбы. Он указывает, что Эдадиль принадлежала к знатному абхазскому роду: её отцом был князь Тандал-бей Аредба, матерью — Аублаа-ханым. Также Ачба указывает приблизительный год и место рождения Эдадиль: примерно 1845 год в Адлере. Согласно версии о знатном происхождении, у Эдадиль был младший брат Аслан. Ачба описывает Эдадиль как очень доброжелательную и красивую девушку с каштановыми волосами и голубыми глазами.
Согласно книге Ачбы, Эдадиль привёл в султанский дворец соотечественник, когда она была очень юной. Девушка так понравилась будущей валиде Пертевниял-султан, что та взяла её под своё покровительство и воспитала и обучила в рамках гаремного образования. В 1861 году, когда Абдул-Азиз взошёл на престол, Пертевниял подарила Эдадиль сыну, за что девушка получила в гареме прозвище «Джюлюс-кадын» — по названию одной из церемоний во время восшествия султана на трон. Эдадиль стала третьей женой Абдул-Азиза. Совершенно точно она была матерью шехзаде Махмуда Джелаледдина-эфенди (1862—1888), а также считается матерью Эмине-султан (1866—1867), скончавшейся в раннем детстве.
После попадания в гарем и став женой султана, Эдадиль продолжала поддерживать связь с родственниками. Так, когда брат девушки, проживавший на Кавказе, попросил сестру помочь ему отправиться в паломничество, Эдадиль оплатила корабль, чтобы отвезти Аслан-бея в Стамбул, а затем на Аравийский полуостров. Вместе с Асланом в столицу империи прибыла вся семья Эдадиль. Желание Аслана совершить паломничество не сбылось: по прибытии в Стамбул он тяжело заболел и умер в особняке в Топхане, оплаченном из средств Эдадиль. Брат Эдадиль был похоронен на её средства в саду мечети Топхане. Эдадиль была очень опечалена смертью брата и вскоре сама заболела и умерла.
Сакаоглу пишет, что Эдадиль скончалась в молодом возрасте во дворце Долмабахче в Стамбуле в 1875 году и была похоронена в мавзолее Махмуда II. Энтони Алдерсон указывает точную дату смерти Эдадиль — 12 декабря 1875 года. Через год после смерти Эдадиль её супруг Абдул-Азиз будет смещён с трона, а затем убит.